# Cornelia Metella
Cornelia Metella (née vers 73 av. J.-C., morte après 48 av. J.-C.) est la fille de Quintus Caecilius Metellus Pius Scipio Nasica, dit Metellus Scipion (consul en 52 av. J.-C.) et de Aemilia Lepida, son épouse et ancienne fiancée de Caton d'Utique. Son nom apparaît dans de nombreuses sources littéraires ainsi que sur une inscription dédicatoire officielle à Pergame.

## Histoire
Plutarque la décrit comme une belle femme de bonne moralité, lettrée et habile joueuse de lyre. Elle a également été très bien instruite en géométrie et en philosophie.
Cornelia est d'abord mariée à Publius Licinius Crassus, fils de Marcus Licinius Crassus Dives (Consul en 97 av. J.-C.), en 55 ou 54 av. J.-C., quand il revient à Rome après avoir servi sous Jules César en Gaule. Après la mort de ce premier mari à la bataille de Carrhes, Cornelia devient la cinquième épouse de Pompée le Grand en 52 av. J.-C.. Elle était un partisan fidèle de Pompée.
Lorsque César traverse le Rubicon en 49 av. J.-C., provoquant ainsi la guerre civile, Pompée et deux de ses fils s'enfuient vers l'Orient, comme la plupart des sénateurs républicains, tandis que le troisième fils de Pompée Sextus Pompée reste à Rome avec sa belle-mère, Cornelia Metella.
L'armée de Pompée est défaite par César à Pharsale en 48 av. J.-C. et Pompée s'enfuit vers l'Égypte dont le souverain lui est redevable. Sextus Pompée et Cornelia le rejoignent en route, à Mytilène (capitale de l'île de Lesbos). Mais à peine Pompée a-t-il atteint le littoral égyptien qu'il est assassiné, sur la plage de Péluse, sous les yeux de sa famille. César punit les assassins de Pompée et donne ses cendres et son anneau à Cornelia. Elle revient alors à Rome et passe le reste de sa vie dans les plantations de Pompée en Italie.